# Calais parreysii
Calais parreysii aus der Familie der Schnellkäfer ist mit bis zu 40 Millimetern Länge der größte europäische Vertreter. Die Gattung Calais ist in Europa nur mit der Art Calais parreysii vertreten.
Der Käfer wird auf der Roten Liste der IUCN für Europa als „Fast bedrohte Tierart“ mit „abnehmender Populationsentwicklung“ geführt. Die Art kommt in Mitteleuropa nicht vor. Auf der Krim wird der Käfer als „gefährdet“ eingestuft.

## Bemerkung zum Namen
Der Käfer wurde erstmals 1829 von Christian von Steven beschrieben. Von Steven erwähnt, dass der Wiener Insektenhändler Parreys ihm den Käfer zur Beschreibung überließ. Parreys fand den Käfer unter der Rinde einer abgestorbenen Taurischen Kiefer (Pinus taurica,  Unterart der Schwarzkiefer) hoch in den Bergen des Krimgebirges über Alupka.
Obwohl der Käfer schon im Vorjahr von einem Herrn Wavre aus Neufchâtel gefunden worden war, benannte von Steven ihn zu Ehren von Parreys Elater Parreysii. Die Gattung Elater (von altgr. ἐλᾰτήρ  elatēr, „Antreiber“, „Schleuderer“ wegen der Fähigkeit des Käfers, sich hochzuschnellen) umfasste ursprünglich alle Schnellkäfer. Eschscholtz spaltete 1829 die Großgattung Elater in 37 Gattungen auf. Auf Grund seiner Eigenschaften ordnete Latreille den Käfer der Gattung Alaus zu, die durch schuppenartige Behaarung ausgezeichnet ist. Das Wort Alaus ist aus dem altgriechischen  ἀλαός, alaos abgeleitet, was für „blind“ steht. Es spielt darauf an, dass zwei Flecke auf dem Brustschild Augen vortäuschen, die als blind bezeichnet werden können. Gegen die Gattung Alaus wurde 1836 von Laporte de Castelnau die Gattung Calais abgegrenzt. Der Name Calaϊs bezieht sich möglicherweise auf die Figur Kalaïs (κάλαϊς) aus der griechischen Mythologie. Der Gattungsname Calais wurde auch 1815 von Rafinesque für eine Gruppe von Krebstieren und 1836 von Boisduval für eine Gattung von Schmetterlingen benutzt. In beiden Fällen genügt die Verwendung des Namens jedoch nicht den Zoologischen Nomenklaturregeln.

## Eigenschaften des Käfers
| | |
| Abb. 1: verschiedene Ansichten, rechts unten Unterseite ♀ | |
| | |
| Abb. 2: Fühler, letztes Glied mit Ausschnitt (Pfeil) im Kasten | Abb. 3: Tarsus des rechten mittleren Beines                                                                              |
| | |
| Abb. 4: Schlupf aus toter, umgestürzter Kiefer | Abb. 5: Ausschnitt Pronotum (Kopf vorn) im Bereich des rechten 'Auges'                                                   |
| | |
| | |
| Abb. 6: 5. Sternit, oben ♀, unten ♂, Körperende nach oben Umriss auf linker Bildhälfte durch breite weiße Linie verdeutlicht Haare am Hinterrand im Kasten vergrößert | |
| | Abb. 7: Prosternum, teils gefärbt blau: Kinnbinde rot: Fühlerrinne, grün: Prosternalfortsatz gelb: Basis der Vorderbeine |

Der 30 bis 40 Millimeter lange Käfer ist in der Grundfarbe zwar schwarz und glanzlos, aber teilweise schwarz, teilweise dicht silberweiß beschuppt, wodurch insbesondere auf dem Halsschild eine auffällige schwarz-weiße Zeichnung entsteht. Der Halsschild erscheint hellgrau mit zwei großen schwarzen Punkten, die wie Augen wirken (Beschuppung im Bereich eines „Auges“ in Abb. 5). Außerdem sind nahe der Halsschildbasis noch einige Flecke ohne weiße Schuppen. Die Flügeldecken sind in der hinteren Hälfte nahezu schwarz und werden zur Basis hin durch die zunehmend dichter stehenden weißen Schuppen erst hell gefleckt, dann hellgrau mit dunklen Flecken.
Die Fühler (Abb. 2) sind elfgliedrig. Das zweite Fühlerglied ist sehr klein, die folgenden dreieckig und nach innen gesägt, das letzte eiförmig und vor der Spitze mit einem kleinen Ausschnitt versehen (Pfeilspitze im Kasten in Abb. 2).
Der Halsschild ist fast gleich lang wie breit, sein Vorderteil erweitert und stark kissenartig gewölbt, die spitzigen Hinterwinkel springen nach hinten und außen vor.
Das Schildchen ist gerundet bis eiförmig. Es ist erhöht und fällt nach vorn abrupt ab (in Abb. 1 rechts oben gut erkennbar).
Die Flügeldecken sind mehr als doppelt so lang wie zusammen breit. An der Basis sind sie so breit wie der Halsschild, nach hinten verschmälern sie sich allmählich. Die Basis der Flügeldecken ist beidseitig gewölbt.
Auf der Unterseite des ersten Brustabschnittes (Prosternum, Abb. 7) ist nach vorn eine rundliche Erweiterung (Kinnbinde, Mentonnière, in Abb. 7 blau getönt) ausgebildet. Seitlich davon liegt beidseitig eine sehr kurze, aber prägnant eingeschnittene Fühlerrinne (in Abb. 7 rot getönt), in die die Basisglieder der Fühler eingelegt werden können. Der Fortsatz der Vorderbrust zur Mittelbrust ist schmal und lang (in Abb. 7 gün). Er kann in die Mittelbrust eingelegt werden und ermöglicht das Hochschnellen des Käfers. Die Hüften der Hinterbeine sind schwach nach innen erweitert. Die Tarsen (Abb. 3) aller Beine sind fünfgliedrig und seitlich zusammengedrückt, die Tarsenglieder an der Unterseite ohne Borsten oder Anhängsel. Die Klauen sind einfach. Ein ungewöhnlicher Geschlechtsdimorphismus ist auf der Unterseite des Käfers ausgebildet. Das 5. Sternit hat beim Weibchen annähernd die Form eines Trapezes (in Abb. 6 oben auf der linken Bildseite durch eine breite weiße Linie angedeutet). Am Hinterrand des 5. Sternits stehen dicht lange Haare, die am Ende ansatzweise gespalten sind und an eine Kelle erinnern (im Kasten in Abb. 6 oben vergrößert). Beim Männchen ist die Form des 5. Sternits mehr abgerundet (in Abb. 6 unten auf der linken Bildseite durch eine breite weiße Linie angedeutet) und die Haare am Hinterrand des 5. Sternits enden spitz (im Kasten in Abb. 6 unten vergrößert).

## Biologie und Schutz
Der Käfer entwickelt sich in autochthonen Nadelwäldern im abgestorbenen Holz verschiedener Kiefernarten, in noch stehenden Stämmen oder in den Stümpfen gefällter Kiefern. Für die befallenen Bäume wird angegeben, dass sie an feuchten Standorten zu finden sind. Dies ist jedoch nicht unwidersprochen. Von der Krim wird gemeldet, dass auf Grund von Feuer abgestorbene Bäume nicht befallen werden.
Die Larve lebt in den befallenen Stämmen räuberisch von anderen Gliedertieren. Sie verpuppt sich im Holz (Schlupf Abb. 4).
Die Käfer sind auf der Krim von Ende April bis Juli anwesend.
In einem Buch über Vögel aus dem 19. Jahrhundert wird berichtet, dass sich der Grauspecht an der Südküste des Schwarzen Meeres hauptsächlich von Larven des Käfers ernähre.

## Schutzmaßnahmen
Als Schutzmaßnahmen werden empfohlen, Totholz nicht aus den Wäldern zu entnehmen, die Waldfläche autochthoner Wälder nicht zu verringern und die Waldbrandgefahr herabzusetzen.

## Verbreitung
Die Art ist von der  Balkanhalbinsel bis nach dem westlichen zentralen Asien und im  Nahen Osten weit verbreitet (Kroatien, Griechenland, Zypern, Syrien, Türkei, Iran Kaukasus, Krim, Schwarzes Meer).